# Shut Up and Drive
Singles de Rihanna
Umbrella
(2007) Hate That I Love You
(2007)
Pistes de Good Girl Gone Bad
Breakin’ Dishes Hate That I Love You
Shut Up and Drive est le deuxième single du troisième album de Rihanna, Good Girl Gone Bad. Un titre aux sonorités pop-rock (Dont le riff de guitare est inspiré de Blue Monday de New Order) et s'est vendu à 2 millions d'exemplaires. Ce titre servira aussi à la bande originale du film d'animation de Disney Les Mondes de Ralph (Wreck-It Ralph) sorti en 2012.

## Promotion

### Vidéo musicale

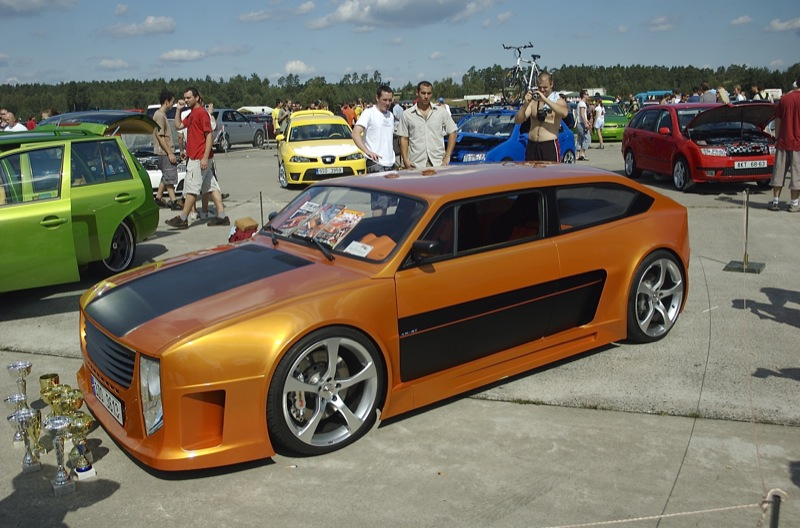
Škoda Rapid utilisée dans la vidéo

Rihanna a filmé en avril 2007. le clip de "Shut Up and Drive" dans un hangar à dirigeables à Příbram et dans une dépotoir de fortune située à Sluštice, en République tchèque. Il a été réalisé par Anthony Mandler, qui a réalisé les clips des singles de Rihanna de 2006 "Unfaithful" et "We Ride". La vidéo est officiellement sortie sur l'iTunes Store le 25 juin 2007. La vidéo commence avec Rihanna conduisant une Ferrari vers une casse. Alors qu'elle entre dans la casse, la chanson commence. De nombreuses filles réparent des voitures cassées et Rihanna les rejoint en chantant la chanson. D'autres scènes, montrant Rihanna dansant sur une voiture, sont entrecoupées. Au fur et à mesure que la vidéo progresse, Rihanna et les filles sortent de la casse et se rendent sur une scène de course. Puis, elle chante les paroles de la chanson aux pilotes. Plus tard, elle devient starter de course automobile et, à son signal, les deux pilotes commencent leur course. Des scènes de Rihanna grimpant un escalier de navigation sont montrées. Vers la fin de la vidéo, Rihanna danse et chante la chanson au micro avec son groupe, tout en portant une robe noire avec des étoiles blanches.